# TI-Volley
TI-Volley est un club autrichien de volley-ball fondé en 1972 et basé à Innsbruck, évoluant pour la saison 2020-2021 en 1. Bundesliga Damen.

## Palmarès
- Coupe d'Autriche
  - Finaliste : 2009.